# Chiesa di Santa Maria del Rosario (Milano)
Santa Maria del Rosario è una chiesa parrocchiale prepositurale  di concezione novecentesca che si trova a Milano in piazza del Rosario, lungo la via Andrea Solari, nel territorio del decanato di San Siro-Sempione-Vercellina.

## Storia
Terminata nel 1914 su disegno dell'architetto sacerdote Enrico Locatelli, autore anche del progetto della chiesa di San Domenico di Legnano, sorge in un'area la cui forte urbanizzazione industriale e abitativa cominciò alla fine dell'Ottocento fuori dai Bastioni della città e che culminò nel 1905 con la costruzione del Primo quartiere popolare della Società Umanitaria di via Solaro (via Solari) progettato dall'architetto Giovanni Broglio per la Società Umanitaria e nel quale, nel 1906, erano già ospitate mille persone.
La chiesa era stata preceduta da una piccola cappella in cemento eretta nel 1907 e che fungeva da ritrovo religioso per i numerosi nuovi abitanti del quartiere nel quale si erano già insediati alcuni stabilimenti i cui fabbricati occupano in parte il lato sinistro della via Solari. Il nuovo quartiere, all'epoca in "zona Macello" per via della vicinanza al macello pubblico che si trovava lungo l'attuale viale Papiniano e che fu demolito nel 1931, era allora ancora stretto fra lo scalo bestiame ferroviario servito dalla Stazione di Porta Ticinese (Stazione di Porta Genova) e la Ferrovia di Circonvallazione che tagliava la via Solari e che proseguiva verso piazza Po: si trattava quindi di un quartiere ancora periferico e popolare e già densamente abitato, e il territorio della parrocchia era assai vasto.

## Descrizione

La chiesa nel 1940 circa: il campanile è già eretto e la facciata mostra ancora il rosone originale

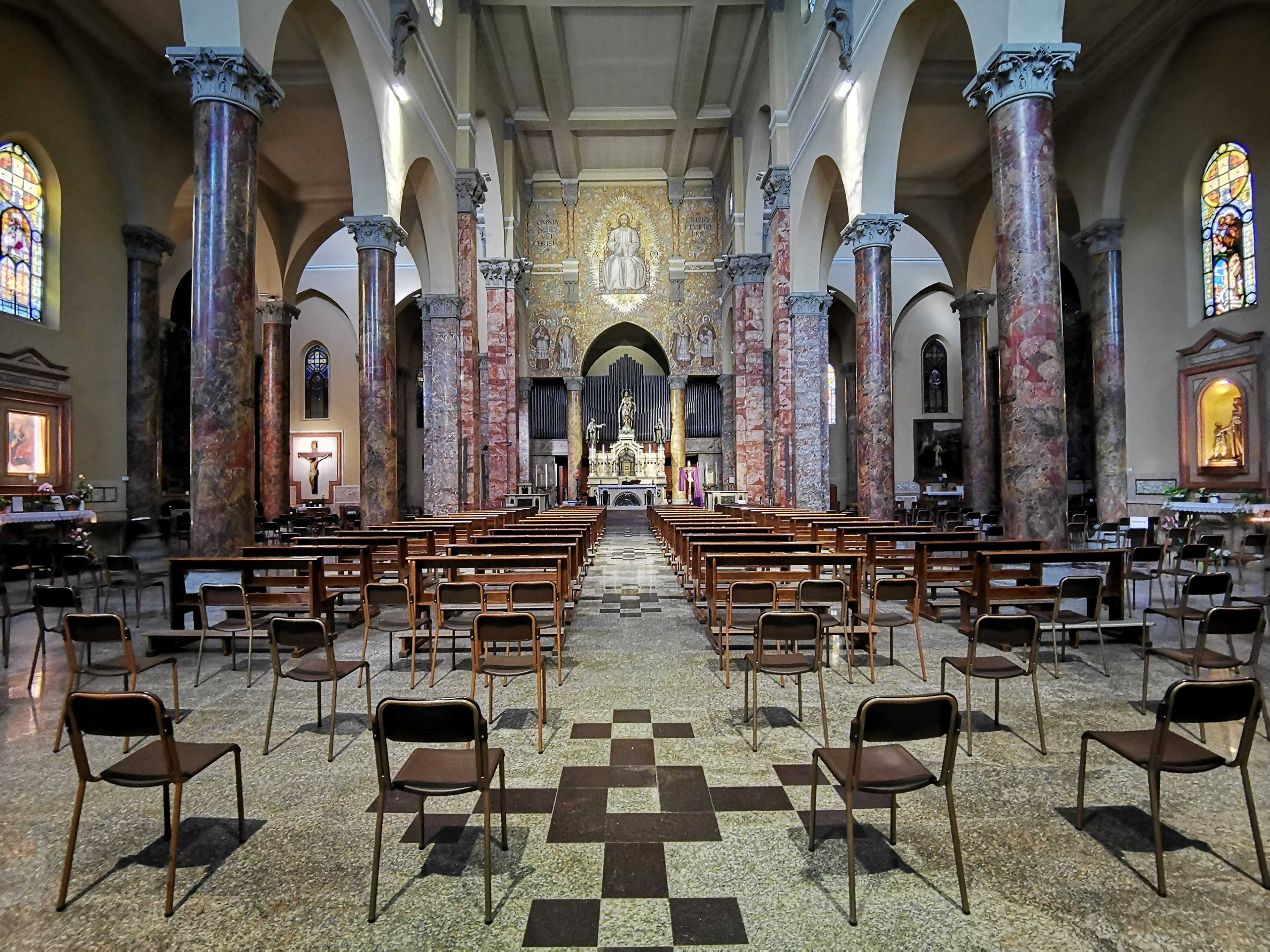
Interni

La chiesa si presenta con una facciata a capanna composita edificata in mattoni rossi, tripartita da lesene e scandita da tre porte in corrispondenza delle tre navate. La porta centrale è adornata da un protiro sovrastato da una lunetta contenente un mosaico raffigurante Santa Maria del Rosario qui aggiunto, insieme ai mosaici posti nelle lunette delle porte lateriali, nel 1977 su disegno del pittore e xilografo Gian Luigi Uboldi (1915-2005) e realizzati dalla ditta Sgorlon.
Sopra al protiro un lungo finestrone decorato da vetrate artistiche di Luigi Vianello corre lungo tutta la facciata e termina in un arco gotico che non contiene più l'originale rosone di gusto medievale che fu eliminato nel 1952, anno in cui fu anche aggiunta la decorazione ad archetti. Sul culmine del tetto svetta una grande croce liscia.
Il campanile a cuspide conica e timpani ribassati sorge leggermente staccato dall'edificio lungo il contrafforte di sinistra e fu iniziato nel 1921 su progettazione dell'ingegner monsignor Spirito Maria Chiappetta, architetto di fiducia di papa Pio XI. La costruzione durò fino al 1924 sotto la direzione dell'ingegner Giuseppe Calori e, una volta compiuto, venne dedicato alla Madonna e munito di cinque campane fuse dalla ditta Ottolina di Seregno.

## Eventi significativi
Il 28 maggio 1980 il giornalista Walter Tobagi, parrocchiano di Santa Maria del Rosario e frequentatore assiduo della chiesa, veniva assassinato nella vicina via Salaino da un commando delle Brigate Rosse. I funerali si tennero il 30 di quel mese presso il Santo Rosario e vennero officiati dall'allora Vescovo di Milano, Cardinale Martini davanti a una folla enorme che, sfilando per le vie adiacenti, si era recata alla cerimonia. A Walter Tobagi il parroco don Beretta volle intitolare una delle Opere parrocchiali più significative, il "Centro di azione culturale" che divenne Centro di azione culturale "Walter Tobagi".
Il 5 maggio 2016, a causa di segni di cedimento del castello campanario e al degrado dovuto alla sua vetustà, il concerto di cinque campane ospitato nel campanile veniva smontato per permettere i necessari lavori di manutenzione. Le campane ritornavano in loco il 24 giugno dello stesso anno.